# Uraniidae
Gli Uranidi (Uraniidae Blanchard, 1845) sono una famiglia di lepidotteri principalmente notturni, appartenente alla superfamiglia Geometroidea. Comprendono circa 700 specie, diffuse soprattutto nei climi tropicali di America, Africa, Asia e Australia. Alcune specie della sottofamiglia Uraniinae sono tra le più belle e vistose dei lepidotteri, tanto da essere spesso scambiate per Ropaloceri a causa dei loro colori e delle abitudini diurne; alcune specie di Epipleminae, meno appariscenti, sono presenti anche in regioni temperate come il Canada.

## Descrizione
Gli adulti delle Uranidi sono simili alle Geometridi, ma si differenziano per il fatto che gli organi timpanici presenti nell'addome hanno una struttura diversa nei due sessi. Inoltre vi sono alcune peculiarità nel sistema delle nervature alari e nelle sottofamiglie Uraniinae e Microniinae nell'ala posteriore il frenulo (un gruppo di setole che permette l'aggancio con l'ala anteriore) è rudimentale o assente. Le larve presentano cinque paia di pseudozampe, mentre nelle Geometridi il loro numero è più ridotto (in genere solo due).

## Tassonomia
La famiglia Uraniidae è suddivisa in 4 sottofamiglie e circa 90 generi:
- Auzeinae

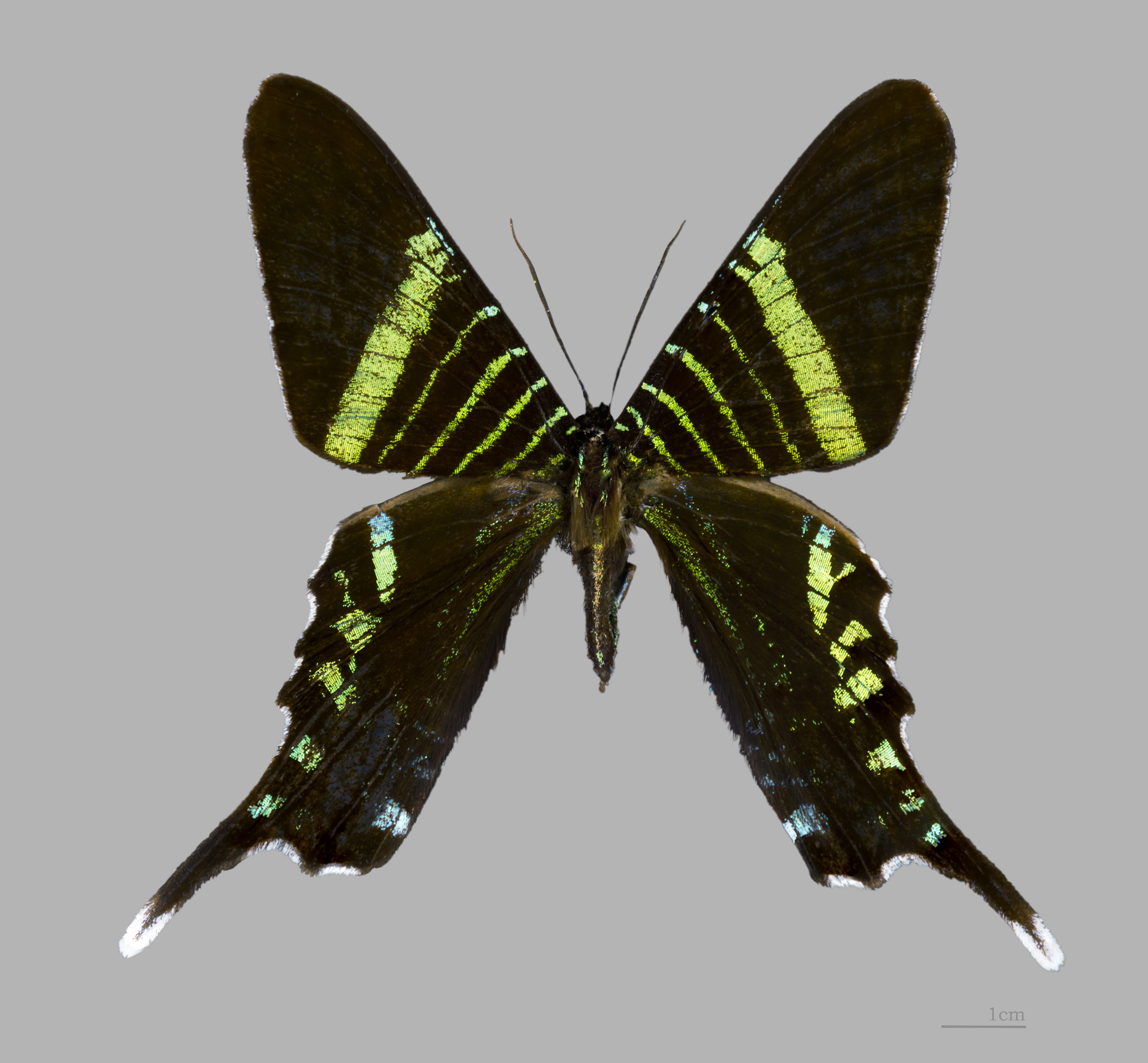
Urania fulgens (Uraniinae)

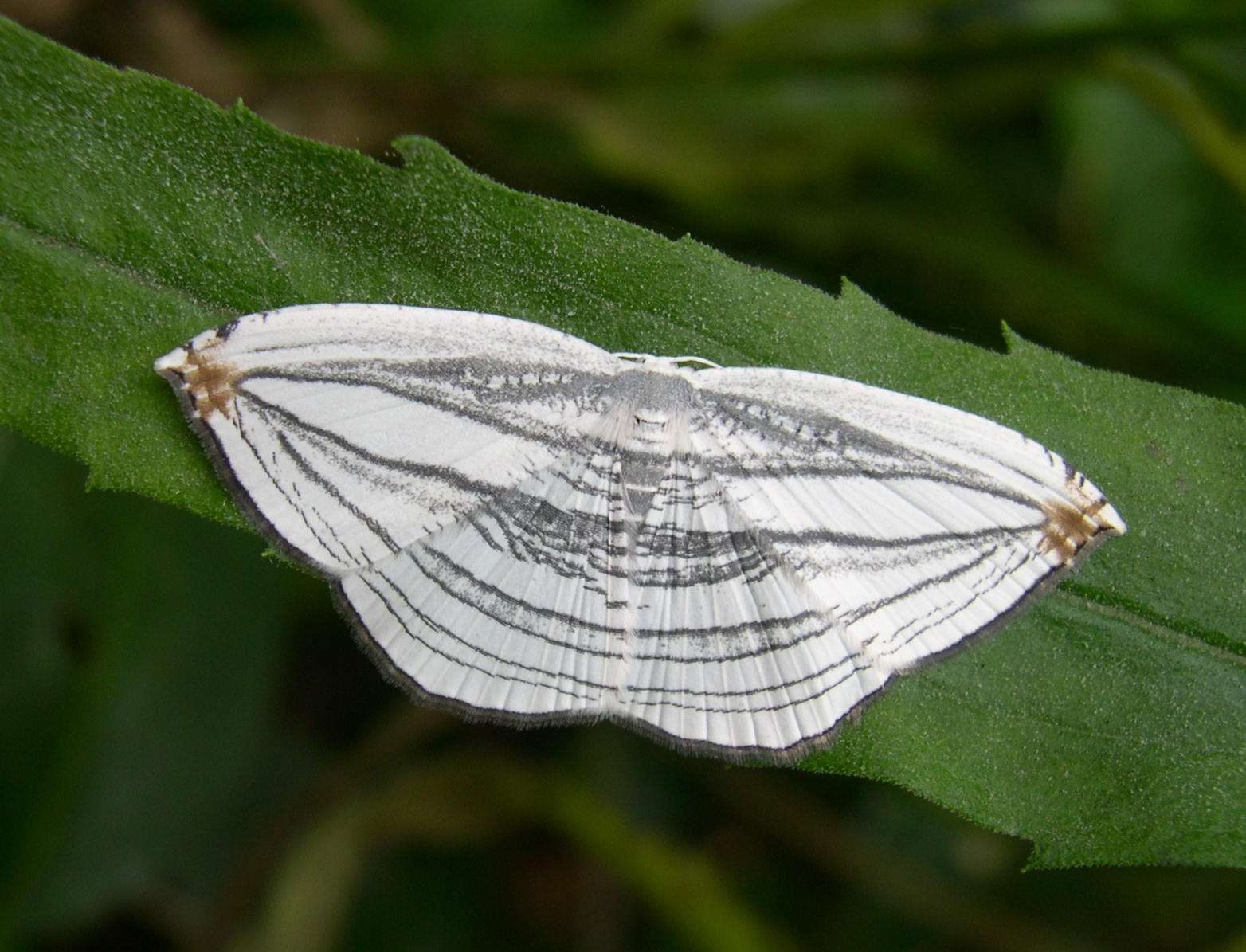
Acropteris iphiata (Microniinae)

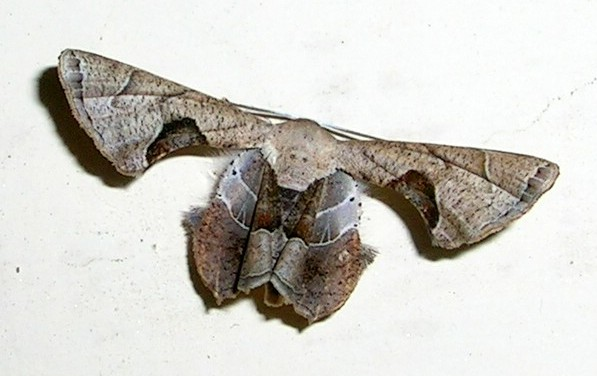
Phazaca sp. (Epipleminae)

È la sottofamiglia più primitiva, formata da specie poco appariscenti che ricordano nell'aspetto esteriore le Drepanidae o le Geometridae.
- Uraniinae

Comprendono 7 generi, diffusi esclusivamente nelle regioni tropicali dell'America (solo il genere endemico Urania), dell'Africa (ad esempio Chrysiridia) e delle regioni indomalesi e australiane (Alcides, Lyssa, ecc.). Sono molto colorate, grandi, con ali posteriori caudate e generalmente volano di giorno. Alcune hanno livree eccezionalmente iridescenti, nelle quali i colori, analogamente a quanto avviene per il bianco e il blu delle Nymphalidae del genere Morpho, non sono dovuti a pigmenti chimici ma a fenomeni fisici di diffrazione e interferenza della luce. Alcune specie presentano colorazioni aposematiche che le proteggono dai predatori: ad esempio Alcides agathyrsus della Nuova Guinea, che per questo è imitata dal Papilionide Papilio laglaizei (mimetismo batesiano). I bruchi  vivono su Euphorbiaceae.
- Microniinae

Sono specie più piccole e meno vistose, con livrea chiara striata di scuro, sprovviste di codine e a volo crepuscolare o notturno. Comprendono vari generi diffusi in Africa, nell'area indomalese e in Australia.
- Epipleminae

Sono diffuse prevalentemente nelle regioni tropicali, ma raggiungono anche le zone temperate; una specie in Europa. Gli adulti hanno capo piccolo con grandi occhi e sono privi di ocelli, In posizione di riposo tengono le ali anteriori più o meno arrotolate a tubo, oppure distese in avanti, le posteriori invece ricoprono l'addome e sono separate dalle anteriori. Un simile comportamento si osserva solo in alcuni Geometridi della sottofamiglia Ennominae. L'aspetto esteriore ricorda quello delle Geometridae o delle Drepanidae, con le quali sono state spesso confuse in passato. Le colorazioni sono poco appariscenti, chiare o più spesso scure, molte specie a colorazione criptica si nascondono mimetizzandosi sotto le foglie degli arbusti e non si alzano in volo neppure se questi vengono scossi violentemente. I bruchi del primo stadio sono gregari e vivono insieme in tele sericee.

## Alcune specie
- Alcides zodiaca
- Chrysiridia rhipheus
- Lyssa zampa
- Uranus sloanus